# Großer Salzsee
Der Große Salzsee (englisch Great Salt Lake) ist ein Salzsee im Norden Utahs in den USA, dessen Salzgehalt den des Meeres weit übersteigt. Die durch den Salzgehalt hervorgerufene Färbung ist auch aus dem Weltall sichtbar.

## Geographie
Der See liegt auf etwa 1280 Metern Höhe, bei einer Länge von etwa 120 Kilometern und 48 bis 80 Kilometern Breite. Er bedeckt dabei eine Fläche von etwa 4400 Quadratkilometern. Die Tiefe des Sees liegt bei etwa durchschnittlich 4,5 Metern, die tiefste Stelle bei etwa 10 Metern. Er ist ein Überrest des prähistorischen Sees Lake Bonneville im Großen Becken. Nach ihm wurde die Stadt Salt Lake City benannt, die Stadt und ihre Vororte liegen an der Ostküste des Sees. Im Westen und Südwesten schließt die Große Salzwüste an.
Der See hat drei größere Zuflüsse: Der Bear River und der Weber River fließen aus der Wasatchkette und den Uinta Mountains zu, und aus dem südlicher gelegenen Utah Lake fließt der Jordan River zu. Die drei Flüsse münden alle in den südlichen Teil (Gilbert Bay), dadurch ist die nördliche Hälfte des Sees (Gunnison Bay) deutlich salziger. Der Salzgehalt liegt im Südteil bei etwa 9 Prozent, im Nordteil bei etwa 25. Halophile Bakterien verleihen dem Nordteil eine deutliche Rotfärbung. Der See ist an vielen Stellen schwer zu erreichen, da er von Watt gesäumt ist.
Hauptbestandteil der gelösten Salze ist Natriumchlorid, also Kochsalz, das in flachen künstlichen Teichen zu Handelszwecken gewonnen wird. Schätzungen haben ergeben, dass der See etwa fünf Milliarden Tonnen Natriumchlorid in gelöster Form enthält.

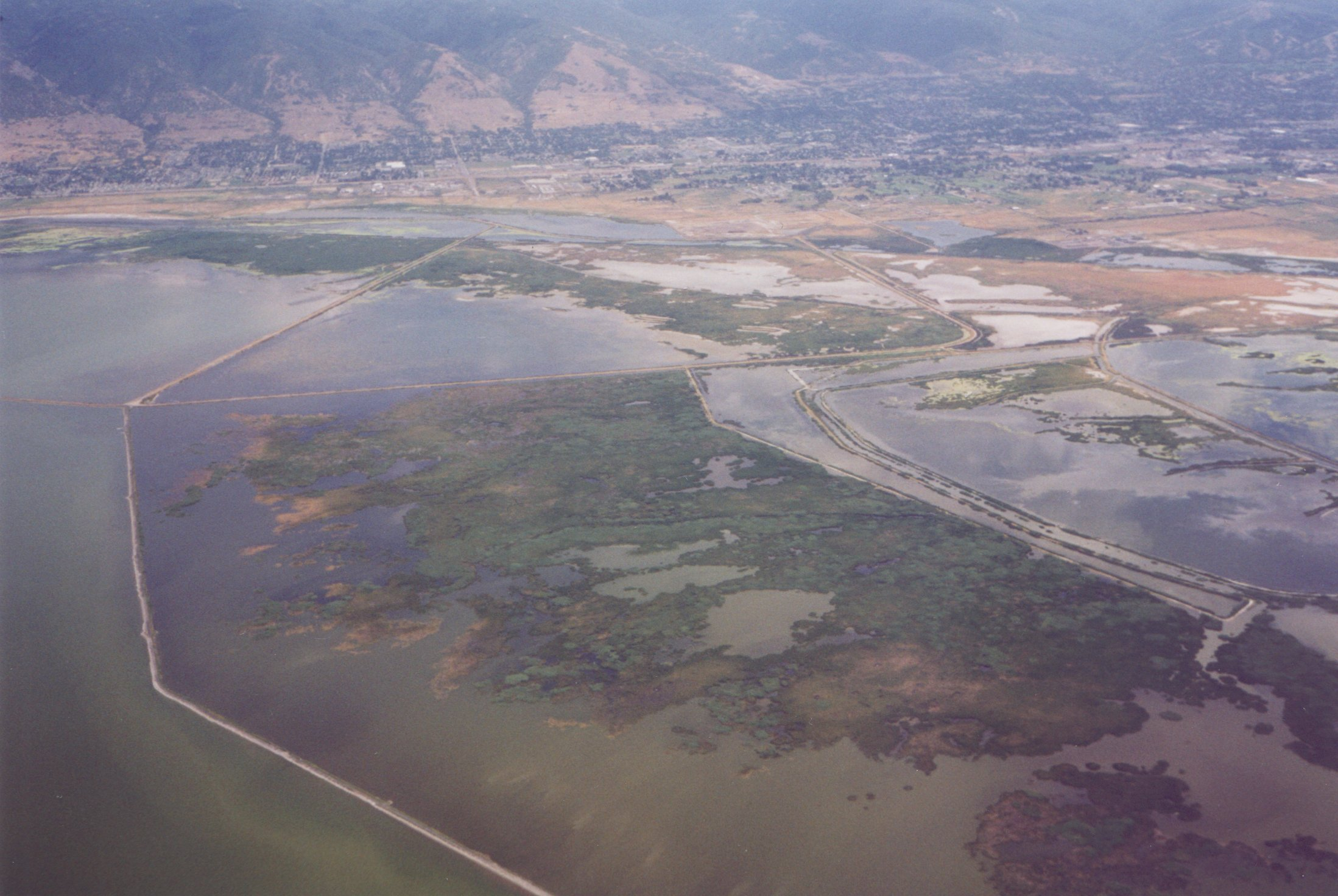
Ostufer
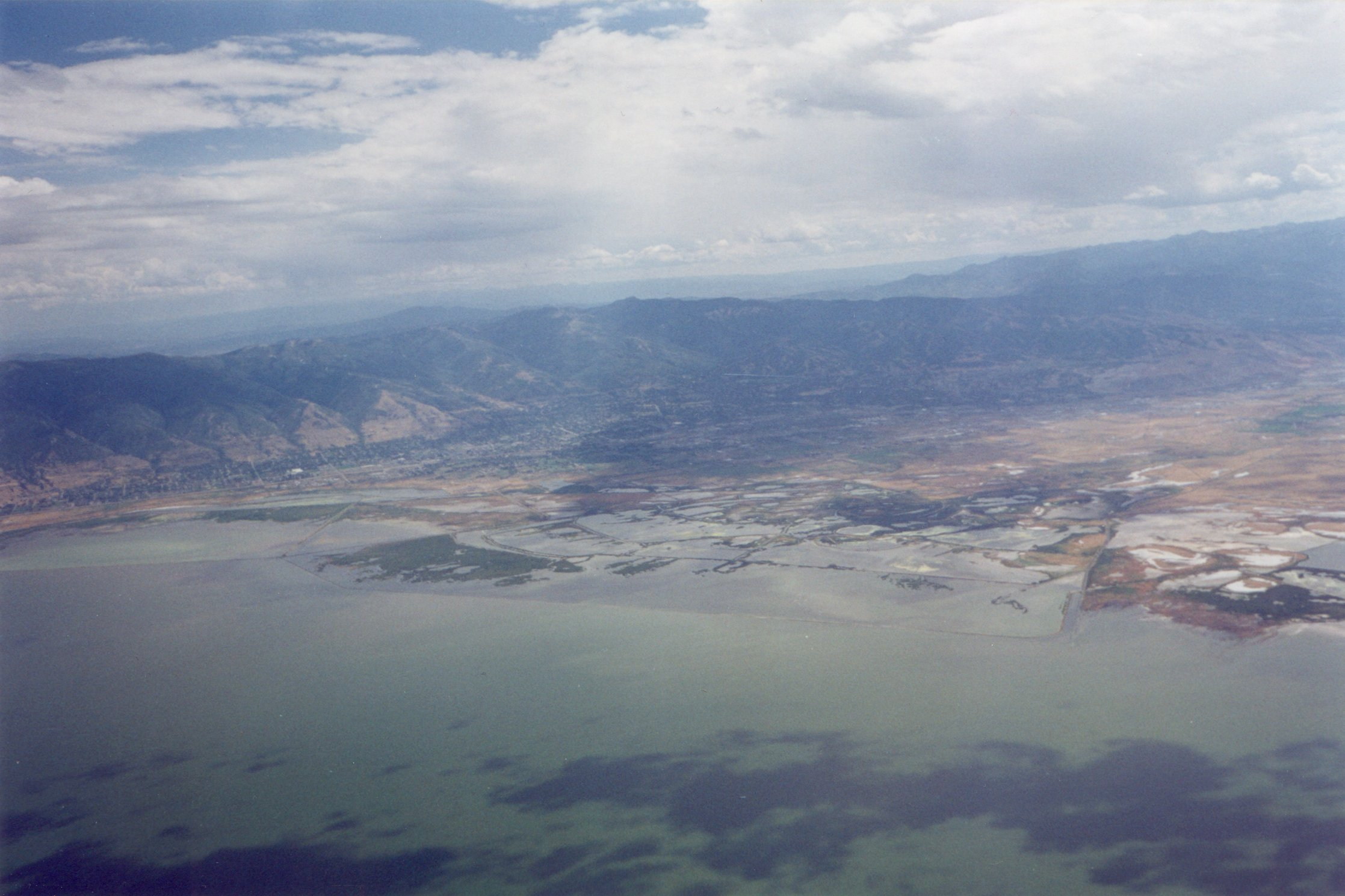
Ostufer (Wasatchkette im Hintergrund)
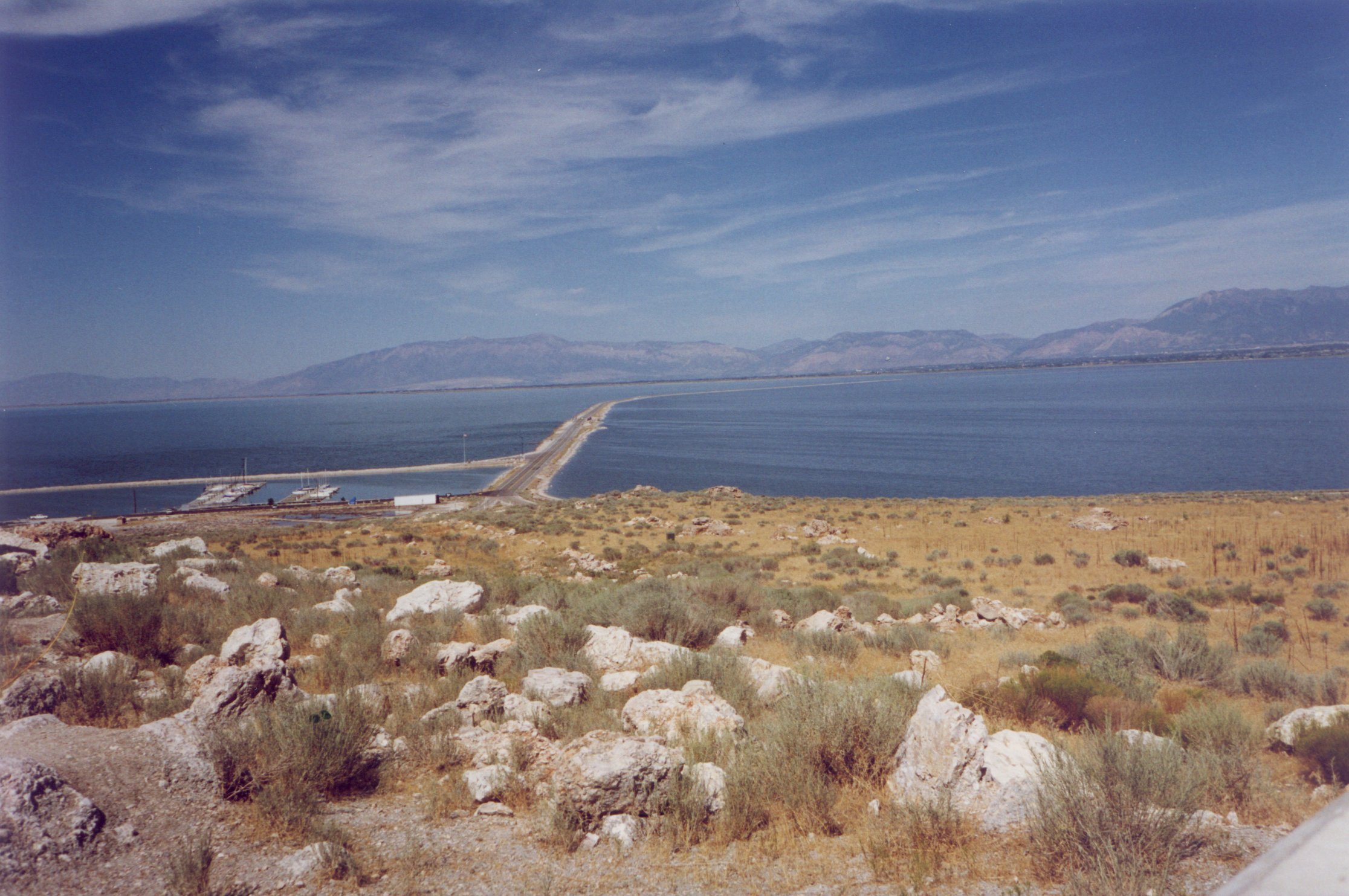
Der Große Salzsee von Antelope Island aus

## Wasserstand
Der Wasserstand des Sees kann abhängig vom Wetter stark schwanken. Einerseits sind jährliche Schwankungen festzustellen, die von den Jahreszeiten abhängen – so hat der See im Herbst seinen jährlichen Tiefststand. Aber es sind auch längerfristige Schwankungen zu verfolgen. In stark regnerischen Jahren steigt der Wassergehalt, in trockenen kann er dagegen rapide sinken, da Wasser der Zuflüsse für die Stadt und die Landwirtschaft verwendet wird und den See daher nie erreicht. Zudem variieren die Wasserstände des nördlichen und des südlichen Teils des Sees durch den ihn durchschneidenden Lucin Cutoff.
Längere Zeit galt der Wasserpegel von 1963 als tiefster Stand, er lag bei 1277 Meter ü. NN., der höchste dagegen lag mit 1284 Meter ü. NN. in den Jahren 1986 und 1987 kurzfristig ungefähr 7 Meter höher. Ab 2002/2003 ist der Pegel allerdings wieder stark gesunken. Dadurch sind die Salzabbaustätten teilweise zu Inseln inmitten einer Salzwüste geworden. Der Pegel des Sees gilt als Indikator für das örtliche Klima.
Einen neuen Tiefststand erlangte der Pegel dann im Oktober 2021 nach Jahren anhaltender Trockenheit und verstärkter Wasserableitung an den Zuflüssen. Schon Anfang Juli 2022 wurde dieser tiefste Pegel noch weiter unterschritten.
Durch die Ableitung von Wasser in den Zuflüssen des Sees für die Landwirtschaft seit der organisierten Besiedelung in der Mitte des 19. Jahrhunderts hat der See große Verluste an Wasser erlitten. Bereinigt um jahreszeitliche Schwankungen sank der Wasserstand seitdem um rund 3,30 m (11 ft) und das Volumen des Sees um rund 50 %. Dadurch stieg der Salzgehalt um fast die Hälfte und rund die Hälfte der ehemaligen Fläche des Sees fiel trocken. Damit sind Verluste für die wirtschaftlichen Nutzungen gleichermaßen verbunden, wie der Anstieg von Stäuben in der Atemluft durch aufgewirbelte mineralische Ablagerungen auf dem ehemaligen Seeboden. Im Januar 2023 wurde in einem Forschungsbericht gewarnt, dass der Große Salzsee in der bislang bekannten Form innerhalb von fünf Jahren verschwinden wird, wenn das Defizit im Wasserzufluss beibehalten wird.

## Lebensraum
Trotz des Salzgehalts von maximal 27 % wurden in dem See mehrere Arten von Lebewesen gefunden, darunter viele verschiedene Salzwassergarnelen. Außerdem sind Kiemenfußkrebse wie der Salinenkrebs vorhanden. Der Salinenkrebs wird seit den 1950er Jahren in großer Anzahl abgeerntet, in diesem Zusammenhang auch Sea Monkey genannt, und unter anderem als Fischfutter verkauft. Von ihm ernähren sich viele Wasservögel wie die Kaliforniermöwe und auch Insekten.

## Nutzung
Der See wird auf mehrere Arten wirtschaftlich genutzt. Dazu gehört der Abbau von Salzen und Mineralien wie Kaliumsulfat, Magnesiumchlorid und Speisesalz. Weiter werden Salinenkrebse abgeerntet. Die anliegenden Städte und die Landwirtschaft beziehen Wasser aus dem See. Durch die Stadt und die Landwirtschaft wurde der See allerdings stark verschmutzt. Der See zieht Touristen an; es gibt auch die Möglichkeit, auf dem See zu segeln.
Der Große Salzsee ist auch der Ort von Robert Smithsons Landschaftskunst Spiral Jetty (1970).

## Eisenbahndamm Lucin Cutoff

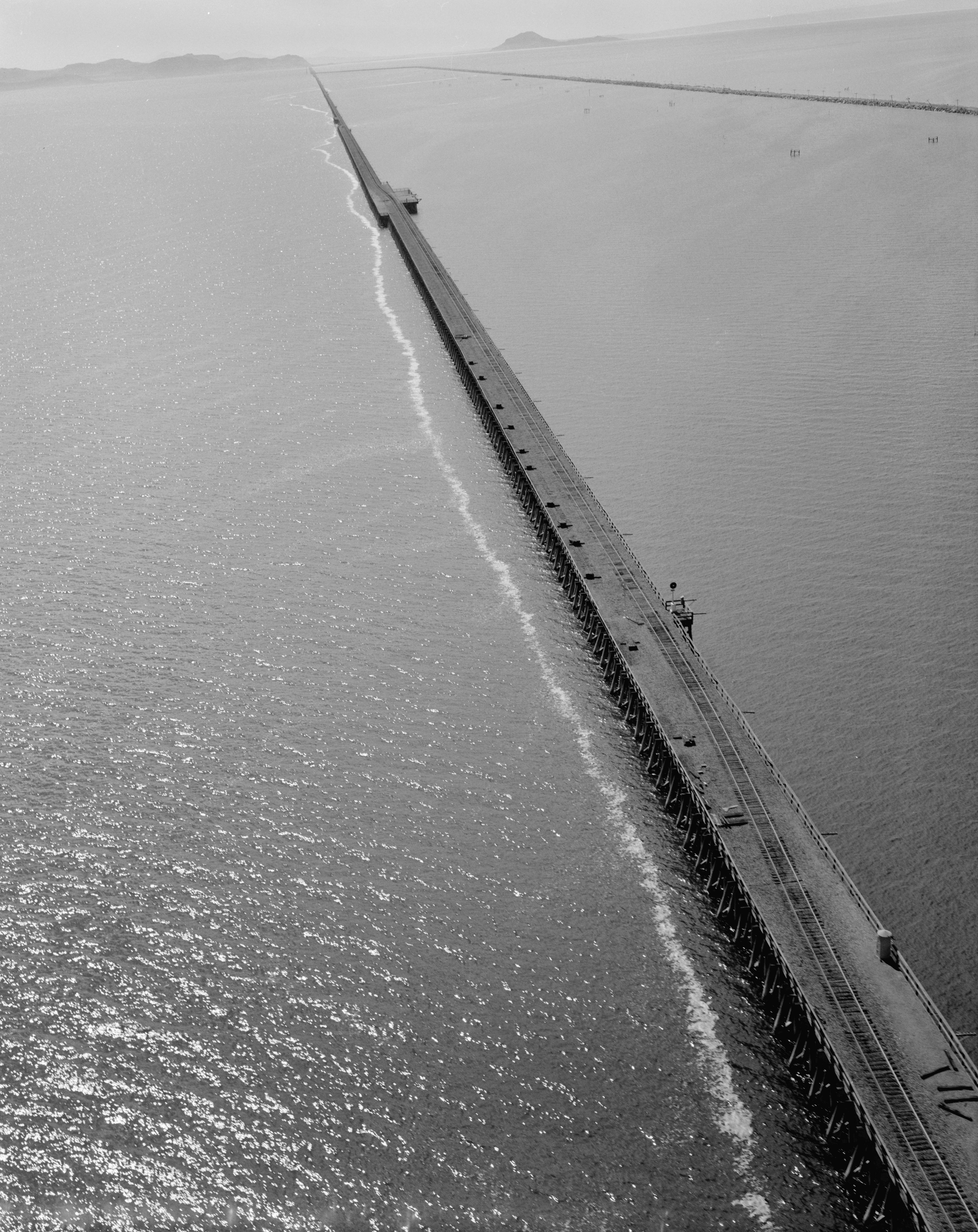
Lucin Cutoff 1971: Im Vordergrund die alte 19 km lange Holzbrücke, nördlich und parallel dazu der sie ersetzende Bahndamm (im Foto rechts oben)

Durch den See verläuft der Lucin Cutoff, eine Eisenbahnlinie, deren Damm den See zweiteilt. Die Verbindung zwischen Ogden und Lucin wurde ursprünglich am 8. März 1904 in Betrieb genommen. Die 103 Meilen lange Strecke verlief über eine 12 Meilen (etwa 19 Kilometer) lange Holzbrücke, die seinerzeit die längste der Welt war. Im Juli 1959 wurde die Brücke durch einen parallel verlaufenden Damm ersetzt.
Durch die damit nun einhergehende durchgängige Zweiteilung des Sees sank der Wasserstand des nördlichen Teils, dessen Salzgehalt wiederum in der Folge zunahm. Mangels eines Abflusses in den nördlichen Teil nahm der Wasserstand des südlichen so weit zu, dass sich in den folgenden Jahrzehnten Überschwemmungen im Umland zu häufen begannen. Als Konsequenz musste der Bahndamm wieder durchbrochen werden: Der Ersetzung eines Teils des Damms durch eine Brücke im Jahr 1984 folgte 2016 die Errichtung einer zweiten. Seither gleichen sich nördlicher und südlicher Teil hinsichtlich Wasserstands und Salinität allmählich wieder an.